# بلدة أثينز (مقاطعة هاريسون)
بلدة اثينا هي واحدة من خمسة عشر بلدة في مقاطعة هاريسون، أوهايو، الولايات المتحدة. اعتبارًا من تعداد عام 2010 كان عدد السكان 505 نسمة.

## الاسم والتاريخ
على مستوى الولاية، تقع بلدة أثينا الأخرى الوحيدة في مقاطعة أثينا.

## روابط خارجية
- موقع المقاطعة